# Gatien Bouchet
Pour les articles homonymes, voir Bouchet.
Gatien Bouchet (né à le 29 avril 1714 à Vierzon et mort le 22 août 1787 à Lyon) est un ingénieur des ponts et chaussées français.

## Biographie
Gatien Bouchet, ingénieur en chef de la généralité de Grenoble, a été nommé inspecteur général des ponts et chaussées en 1765 et premier ingénieur des turcies et levées en 1774, en remplacement de Louis de Règemorte.
C'est sous sa direction que fut terminée la carte générale et détaillée de la Loire en 93 feuilles.
Il est mort en 1787, à Lyon, où il dirigeait les travaux du pont de l’Archevêché (Lyon),.